# Play & Mix
Play & Mix – polski zespół muzyczny, wykonujący disco polo i eurodance, istniejący w latach 1993–1999.

## Historia
Zespół Play & Mix powstał na początku 1994 roku z inicjatywy Dariusza "Play" Trzewika i Witolda "Mix" Walińskiego ps. DJ. Wituś. Wcześniej od 1993 roku Witold Waliński i Dariusz Trzewik występowali w zespole muzycznym Centrum.
W swojej dyskografii ma 5 albumów i liczne przeboje, w tym m.in.: „Tekno Biesiada”, „Wypijmy więc”, „Morze, ja i ty”, „Tam, gdzie ty”, „Tylko w mych snach”, „Tylko ty”, „Puste koperty”, „O tobie kochana”, „Bez ciebie”, „Czarodzieje”, „Impreza”, „Hej, sokoły”, „Ole Ole”, „Ach dziewczynki” czy „Twoje ciało”.
W latach 1995–1997 był obecny w programie Polsatu pt. Disco Relax, po czym w 1997 roku był obecny w programie Polsatu pt. Disco Polo Live, który był obecny do 1999 roku.
Kilka miesięcy przed zakończeniem kariery Play & Mix zaśpiewał 2 ostatnie utwory, tym razem świąteczny, pt. „Taka noc” i wakacyjny, pt. „Dobrze czuję się”. We wrześniu 1999 roku Play & Mix zakończył karierę po 5 latach.

## Dyskografia

### Albumy
| Tytuł             | Rok  | Certyfikat | Sprzedaż |
| ----------------- | ---- | ---------- | -------- |
| Beata z Albatrosa | 1994 |            |          |
| Tekno Biesiada    | 1995 |            |          |
| Tekno Biesiada 2  | 1996 |            |          |
| Wojo Mix          | 1997 |            |          |
| Czarodzieje       | 1998 |            |          |